# Escoredo
Escoredo (Escuréu en asturiano y oficialmente) es una parroquia del concejo asturiano de Pravia, en España. Alberga una población de 77 habitantes (INE 2011) en 95 viviendas y ocupa una extensión de 7,03 km².
Está situada en la zona central del concejo y limita al norte con la parroquia de Villafría; al este con las de Santianes; al sureste con la de Pravia; al sur con la de Selgas; y al oeste con la de Inclán.
Además, se ha constituido como parroquia rural de acuerdo con el artículo 6 del Estatuto de Autonomía del Principado de Asturias, desarrollado en la Ley 11/1986, de 20 de noviembre.
Madoz, en 1847, la describe como situada en una loma dando vistas a Pravia, sobre una canalada que comenzando en Villamuñín sigue entre dicha loma y las vertientes de Ocea, a desembocar en la vallada de Agones entre Santa Catalina y el monte del Pico.
En Escoredo se puede visitar su iglesia de Santiago; o el palacio de Cuervo y Miranda del siglo XVIII, blasonado con escudo de armas, utilizado para usos agropecuarios, de planta rectangular, con cuerpo avanzado a la derecha en el que se extiende un corredor de rejería de madera.
Por ahí pasaba el Camino de Santiago[cita requerida] y continuaba hasta Villafría, donde se encontraba la Malatería de San Lázaro.

## Poblaciones
Según el nomenclátor de 2023 la parroquia está formada por las poblaciones de:
- Escoredo (Escuréu, aldea): 10 habitantes
- Ocea (Ucea, casería): 5 habitantes
- La Pandiella (casería): 9 habitantes
- Villarigán (lugar): 24 habitantes